# Šalva
Šalva (hebrejsky שַׁלְוָה‎, doslova „Klid“, v oficiálním přepisu do angličtiny Shalwa, přepisováno též Shalva) je vesnice typu mošav v Izraeli, v Jižním distriktu, v Oblastní radě Šafir.

## Geografie
Leží v nadmořské výšce 170 metrů na pomezí pahorkatiny Šefela a pouště Negev.
Obec se nachází 24 kilometrů od břehu Středozemního moře, cca 56 kilometrů jižně od centra Tel Avivu, cca 51 kilometrů jihozápadně od historického jádra Jeruzalému a 5 kilometrů jižně od města Kirjat Gat. Šalvu obývají Židé, přičemž osídlení v tomto regionu je etnicky převážně židovské.
Šalva je na dopravní síť napojena pomocí dálnice číslo 40, jež probíhá podél západního okraje vesnice. Podél východního okraje mošavu vede železniční trať z Tel Avivu do Beerševy, nemá zde ale stanici.

## Dějiny
Šalva byla založena v roce 1952. Zakladateli mošavu byli Židé z Libye napojení na náboženskou sionistickou organizaci ha-Po'el ha-Mizrachi. Zpočátku se nazýval Achuzam Bet (אחוזם ב). Nynější jméno vesnice je odvozeno z biblického citátu z Knihy žalmů 122,7: „Kéž je na tvých valech pokoj, kéž se tvé paláce těší klidu“
Místní ekonomika je založena na zemědělství (rostlinná výroba, chov drůbeže, produkce mléka). Probíhá stavební expanze obce (54 nových bytových jednotek). Funguje tu ústav náboženského vzdělávání (kolel), sportovní areál a obchod se smíšeným zbožím.

## Demografie
Podle údajů z roku 2014 tvořili naprostou většinu obyvatel v Šalvě Židé (včetně statistické kategorie "ostatní", která zahrnuje nearabské obyvatele židovského původu ale bez formální příslušnosti k židovskému náboženství).
Jde o menší obec vesnického typu s dlouhodobě kolísající populací. K 31. prosinci 2014 zde žilo 423 lidí. Během roku 2014 populace klesla o 2,1 %.
| Rok            | 1961 | 1972 | 1983 | 1995 | 2001 | 2003 | 2004 | 2005 | 2006 | 2007 | 2008 | 2009 | 2010 | 2011 | 2012 | 2013 | 2014 |
| -------------- | ---- | ---- | ---- | ---- | ---- | ---- | ---- | ---- | ---- | ---- | ---- | ---- | ---- | ---- | ---- | ---- | ---- |
| Počet obyvatel | 428  | 537  | 486  | 390  | 425  | 457  | 436  | 425  | 436  | 446  | 464  | 443  | 442  | 435  | 438  | 432  | 423  |